# Abdülkerim Bardakcı
Abdülkerim Bardakcı (Meram, Konya, Turkije, 7 september 1994) is een Turkse voetballer die doorgaans speelt als verdediger. Hij speelt sinds 2023 voor het Turks voetbalelftal.

## Clubcarrière
Bardakcı stroomde in 2011 door vanuit de jeugdopleiding van Konyaspor naar het seniorenteam. Tijdens zijn carrière bij Konyaspor werd hij verhuurd aan Anadolu Selçukspor, Adana Demirspor, Samsunspor, Giresunspor, Denizlispor en Altay. Vanaf 2020 werd hij een vaste kracht binnen het team en wist een transfer te bekrachtigen naar de Turkse grootmacht Galatasaray, dat € 2.800.000,- voor hem betaalde. 

## Interlandcarrière
Op 24 maart 2021 werd hij opgeroepen voor het Turks voetbalelftal, maar maakte zijn debuut pas op 16 juni 2023 tijdens de EK-kwalificatie wedstrijd tegen Letland, die met 2-3 gewonnen werd, onder andere dankzij een goal van Bardakçı.

## Erelijst
| Competitie                   |           |                           |           |           |
| Competitie                   | Aantal    | Jaren                     |           |           |
| Konyaspor                    | Konyaspor | Konyaspor                 | Konyaspor | Konyaspor |
| ---------------------------- | --------- | ------------------------- | --------- | --------- |
| Kampioen play-off TFF 1. Lig | 1x        | 2012/13                   |           |           |
| Denizlispor                  |           |                           |           |           |
| TFF 1. Lig                   | 1x        | 2018/19                   |           |           |
| Galatasaray                  |           |                           |           |           |
| Süper Lig                    | 3x        | 2022/23, 2023/24, 2024/25 |           |           |
| Turkse voetbalbeker          | 1x        | 2024/25                   |           |           |
| Turkse supercup              | 1x        | 2023                      |           |           |

4 Jakobs ·
5 Aydın ·
6 Sánchez ·
7 Sallai ·
8 Sara ·
9 Icardi ·
10 Sané ·
11 Akgün ·	
17 Elmalı ·
18 Kutlu ·
19 Güvenç ·
21 Kutucu ·
22 Zaniolo ·
23 Ayhan ·
24 Jelert ·
25 Nelsson ·
26 Cuesta ·
27 Köhn ·
30 Demir ·
33 Gürpüz ·
34 Torreira ·
42 Bardakcı ·
45 Osimhen ·
50  J. Yılmaz ·
53 B. Yılmaz ·
77 Morata ·
81 Bülbül ·
83 Akman ·
88 Karataş ·
90 Baltacı ·
91 Ünyay ·
99 Lemina ·
Coach: Buruk
1 Günok ·
2 Çelik ·
3 Demiral ·
4 Akaydın ·
5 Yokuşlu ·
6 Kökçü ·
7 Aktürkoğlu ·
8 Güler ·
9 Tosun ·
10 Çalhanoğlu  ·
11 Yazıcı ·
12 Bayındır ·
13 Kaplan ·
14 Bardakcı ·
15 Özcan ·
16 Yüksek ·
17 Kahveci ·
18 Müldür ·
19 Yıldız ·
20 Kadıoğlu ·
21 Yılmaz ·
22 Ayhan ·
23 Çakır ·
24 Kılıçsoy ·
25 Akgün ·
26 Yıldırım ·
Coach: Montella